# (61912) Storrs
(61912) Storrs est un astéroïde de la ceinture principale.

## Description
(61912) Storrs est un astéroïde de la ceinture principale. Il fut découvert le 27 août 2000 à Cerro Tololo par Susan D. Kern. Il présente une orbite caractérisée par un demi-grand axe de 2,73 UA, une excentricité de 0,05 et une inclinaison de 9,0° par rapport à l'écliptique.

## Compléments